# Internationale Musikakademie Anton Rubinstein
Die Internationale Musikakademie Anton Rubinstein ist eine Ausbildungsstätte (Hochschule) für professionelle Musiker in privater Trägerschaft mit den Standorten Düsseldorf und Berlin. Die Räumlichkeiten der Internationalen Musikakademie, die nach dem russischen Pianisten, Komponisten und Pädagogen Anton Rubinstein benannt wurde, befinden sich im denkmalgeschützten barocken Haus Goldener Helm in der Düsseldorfer Altstadt sowie in Berlin-Charlottenburg.

## Profil
Die Akademie wurde im Jahr 2002 von Michael Blatow und Marc Heinersdorff in Düsseldorf gegründet. Sie bietet individuell gestaltbare Studienmöglichkeiten vom Vorstudium über eine umfassende künstlerische Ausbildung, qualifizierende Aufbaustudien bis zum Privatunterricht und Meisterkurs in den Fächern Komposition, Klavier, Gesang, Violine, Viola, Violoncello und weitere Orchesterinstrumente.
Neben den Studienzertifikaten der Akademie wird seit 2012 in Kooperation mit den italienischen Musikhochschulen Conservatorio Giacomo Puccini in La Spezia und Conservatorio Agostino Steffani in Castelfranco Veneto auch der staatlich anerkannte Abschluss Master of Music angeboten. Die Bedeutung eines solchen binationalen Studiums würdigte die Deutsch-Italienische Wirtschaftsvereinigung MERCURIO im Mai 2014 mit der Sonderauszeichnung für „Deutsch-Italienische Interkulturelle Leistungen“.
Seit 2015 ist die Akademie Mitglied der Association Européenne des Conservatoires, Académies de Musique et Musikhochschulen. Im selben Jahr begann die Kooperation mit der Kalaidos University of Applied Sciences Switzerland für die staatlich anerkannten Abschlüsse Bachelor of Music und Master of Music.
Seit 2016 kooperiert die Akademie zudem mit dem Master-Programm des Fontys Conservatorium in Tilburg (Fontys University of Applied Sciences, School of Fine and Performing Arts).

## Wettbewerbe
Die Akademie veranstaltet Internationale Wettbewerbe für Violine, Viola, Cello, Bass, Flöte, Klavier, Gesang, Kammermusik sowie Junior-Wettbewerbe für Violine, Cello und Klavier.